# Josip Turk (zdravnik)
Josip Turk, slovenski zdravnik internist, * 18. junij 1929, Ljubljana. †  8. april 2021, Ljubljana.

## Življenje in delo
Turk je leta 1965 diplomiral na Medicinski fakulteti v Ljubljani in prav tam 1980 tudi doktoriral. Leta 1991 je bil na MF v Ljubljani izvoljen za rednega profesorja interne medicine.
Turk je sprva delal kot splošni zdravnik v Kranjski Gori (1959-1964), potem pa se je zaposlil na Interni kliniki UKC v Ljubljani, najprej kot vodja internistične prve pomoči (1975-1978), nato pa kardioloških ambulant (1979-1996). Strokovno se je ukvarjal z intenzivno interno medicino. Objavil je preko 200 strokovnih in poljudnih člankov v domačih in tujih revijah in bil avtor ali soavtor strokovnih knjig Vse o srcu in žilah (1996), Prehrana vir zgravja (1997) in učbenika Interna medicina (1998). Bil je med ustanovitelji in prvi predsednik Društva za zdravje srca in ožilja ter revije Za srce.
Njegov sin je Boštjan M. Turk (*1967), francist, profesor na Filozofski fakulteti v Ljubljani in politični publicist. 
Brat Rajko Turk (1933-2014) je bil tudi zdravnik, vodja oddelka rehabilitacije paraplegičnih in tetraplegičnih bolnikov na Soči.  